# 2010年ブラジル・オープン
2010年ブラジル・オープン(2010 Brasil Open)は、2010年2月8日から2月14日にかけてブラジル・コスタ・ド・サイペにて開催された男子プロテニスツアーのATPツアー250シリーズ大会である。サーフェスは屋外クレーコート本年で通算10回目の開催となる。

## シード選手
| 国           | 選手                         | ランク1 | シード |
| ------------ | ---------------------------- | ------- | ------ |
| スペイン     | フアン・カルロス・フェレーロ | 22      | 1      |
| スペイン     | アルベルト・モンタニェス     | 28      | 2      |
| ブラジル     | トマス・ベルッチ             | 35      | 3      |
| ロシア       | イーゴリ・アンドレエフ       | 42      | 4      |
| ルーマニア   | ビクトル・ハネスク           | 45      | 5      |
| ウルグアイ   | パブロ・クエバス             | 47      | 6      |
| アルゼンチン | オラシオ・セバジョス         | 51      | 7      |
| フランス     | リシャール・ガスケ           | 55      | 82     |

- 12010年2月1日付けのランキングに基づく
- 2 第8シードのリシャール・ガスケはドロー作成後に腰の怪我により棄権している[1]。

### 主催者推薦
以下の3名が主催者推薦で本戦に出場した。
- リカルド・オセバル
- リカルド・メロ
- チアゴ・アウベス

その他以下の1名がスペシャル・エグゼンプト(前週のツアー大会で上位進出した為、予選に参加できなかった選手に与えられる救済措置)を受け、本戦から出場した。
- ジョアン・ソウザ

### 予選勝者
以下の4名が予選を勝ち上がり本戦に出場した。
- カルロス・ベルロク
- ロジェリオ・ドゥトラ・ダ・シウバ
- ルイ・マシャド
- フィリッポ・ボランドリ

その他以下の1名がラッキールーザーとして本戦に出場した。
- パブロ・アンドゥハル

## 優勝

### シングルス
フアン・カルロス・フェレーロ def.  ルカシュ・クボット, 6-1, 6-0
- フェレーロにとって今シーズン初、キャリア通算13度目のツアーシングルス優勝となった[2]。

### ダブルス
パブロ・クエバス /  マルセル・グラノリェルス def.  ルカシュ・クボット /  オリバー・マラチ, 7-5, 6-4
- クエバスにとって今シーズン初、キャリア通算4度目のツアーダブルス優勝となり、グラノリェルスにとって今シーズン2度目、キャリア通算5度目のツアーダブルス優勝となった[3]。